# Hans Dahsler
Hans Dahsler (* 13. November 1885 in Heilsberg; † 4. Juni 1962 in Meerbusch) war ein deutscher Bankdirektor und Politiker (DNVP).
Dahsler war der Sohn eines Rechnungsrevisors und besuchte die Gymnasien in Lyk und Memel. Er machte eine Lehre als Schlosser und schlug dann die mittlere Justizlaufbahn ein. Er wurde 1907 Aktuar und schied 1910 aus dem Staatsdienst aus und wurde Mitarbeiter der Bauernbank für Westpreußen, wo er 1919 Bürovorsteher wurde. 1923 wurde er Direktor der Danziger Roggenrentenbank AG. Nachdem diese 1925 in der Danziger Hypothekenbank AG aufging wurde er dort Vorstandsmitglied.
In der Freien Stadt Danzig schloss er sich der DNVP an und war für diese Gemeindevertreter in Oliva und 1920 bis 1927 Mitglied im Volkstag.